# 事業仕分け (行政刷新会議)
行政刷新会議が行う事業仕分け（じぎょうしわけ）は、国家予算の見直しにおいて、国民への透明性を確保しながら、予算執行の現場の実態を踏まえて、そもそも事業が必要か否かを判断し、財源の捻出を図るとともに、政策、制度、組織等について今後の課題を摘出するものである。経済的視点のみに重点が置かれ判断されたため、批判が続出した。

## 概要
2010年度予算編成のために民主党政権が導入した手法である。2002年、シンクタンク構想日本によって地方自治体を対象として、その予算の無駄を明らかにするために行われたことが最初である。それを日本国の予算編成にも取り入れようと、2009年11月に実施された。
事前に「仕分け人」によって対象事業が調べられ、一般に公開された場において、事業担当者とその事業の必要性その他に関する議論が行なわれ、「廃止」、「縮減」などの判定が下される。
行政刷新会議による事業仕分けは、公開の場において、外部の視点を入れながら、それぞれの事業ごとに要否等を議論し判定するものである。事業仕分けの評価者（仕分け人）は、行政刷新会議議長が指名し、国会議員や民間有識者、担当府省の副大臣又は政務官からなるメンバーで構成された。
事業仕分けの進行手順は、以下のとおり。
1. 当該事業の担当職員が事業シート（事業の概要、これまでの実績や予算などについて記載された書類[6]）に基づいて事業の要点や補足事項を説明
2. 査定担当（財務省主計局や改革推進部局など）が事業の論点やこれまでの経過を説明
3. とりまとめ役（国会議員）が事業を選定した背景や主な論点を説明
4. 評価者が担当職員に仕分け判断としての質問や議論を行う
5. 各評価者が評価シートに評決内容と理由を記載
6. とりまとめ役が評決結果を発表

なお、事業仕分けを自らの事業を正当化する手段としないために、5つの基本原則（現場に通じた外部の視点の導入、全面公開、同一フォーマットの事業シート作成、明確な結論、プロセス重視）が示されている。
事業仕分けの提案時に説明された、事業仕分けの目的・考え方は、以下の5点である。
- 従来、一度計上された予算費目は、翌年以降の要求段階や査定段階で必ずしも十分吟味されてこなかったが、事業仕分けは外部の視点も入れて「そもそも必要な予算か」ゼロベースで議論する。
- これまでの予算編成で見過ごされがちであった「執行の実態」について極力現場の目線で、最終的に税金がどう使われ、その効果がどうなっているかを検討して、予算の要否を判断する。それにより、予算編成におけるPDCAサイクルを確立する。
- 議論を公開の場で行い、予算編成において、「何が論点か」、「予算の優先順位はどうなっているのか」などを国民の眼に明らかとする。それにより、一部の政治家と官僚の考えや利害によって予算が決められているのではないかという国民の疑念を払拭し、官庁の国民への説明能力や規律を高め、官僚主導・族議員主導と言われる予算編成から、国民主導の予算編成にしていく。
- すべての政務三役は、各省の代弁者ではなく内閣の構成員として、財源捻出に徹底して努力し、自省の予算要求の必要性を徹底して精査する。
- 以上により政治主導のもと、民間人の力と、改革意欲のある官僚の力を活用して、これまでの「しがらみ」から予算編成作業を解き放つ。そして国民の力を結集した予算編成作業としていく。

加藤秀樹行政刷新会議事務局長は、「事業仕分けは、政策を議論する場ではない。事業目的の是非を議論するのは政策論であり、事業仕分けはその事業についた予算が目的通り実際の現場で有効に活用されているのかを調査するものである。」と説明している。なお、枝野幸男行政刷新担当大臣は、「事業目的と実際の状況が乖離していると誰が見ても判断するような場合に限り、事業仕分けにおいて事業目的の是非も問うことになる。」と発言している。
この事業仕分けはあくまで「判定」であり、評価者に予算削減を行う権限・強制力はない。事業仕分けの結論がどう予算に反映されるかは、予算編成権を持つ財務省による予算査定の動向と内閣の政治判断、そして国会の議決によって決まることになる。

## 実施の経緯
鳩山由紀夫内閣が掲げる政治主導の一環として、行政刷新会議にワーキンググループ(WG)が置かれ、2009年11月10日から事業仕分け作業が開始された。
2009年11月12日、仙谷由人行政刷新担当相は毎日新聞の政策情報誌「毎日フォーラム－日本の選択」のシンポジウム「政治は変わったか～民主政権の課題と自民再生への展望」において、行政刷新担当相として「事業仕分け」について「予算編成プロセスのかなりの部分が見えることで、政治の文化大革命が始まった」と発言した。
2010年3月11日行政刷新会議は各府省ごとに内部で事業仕分けを行う、行政事業レビューを実施することを発表した 。

## 独立行政法人の予算の変遷
平成18年度以降の独立行政法人への予算額の変遷は以下の通り（一般会計と特別会計の合算額）
| 会計年度           | 独立行政法人予算額 | 備考                              |
| ------------------ | ------------------ | --------------------------------- |
| 2006年（平成18年） | 3兆6,635億円       | 支出予算額                        |
| 2007年（平成19年） | 3兆5,235億円       | 概算決定額                        |
| 2008年（平成20年） | 3兆5,577億円       | 概算決定額                        |
| 2009年（平成21年） | 3兆4,227億円       | 概算決定額                        |
| 2010年（平成22年） | 3兆1,626億円       | 成立した第1弾事業仕分け後の政府案 |

## 第1弾 (平成22年度予算編成に係る事業仕分け)

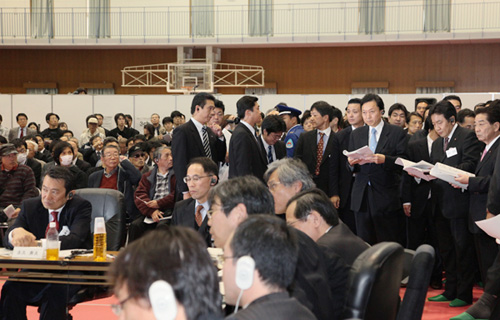
2009年11月24日、視察する鳩山由紀夫内閣総理大臣ら

2009年（平成21年）11月、国立印刷局市ケ谷センター体育館を会場として、行政刷新会議による平成22年度予算を削減するための事業仕分けがおこなわれた。

### 詳細と経過
政府内や自治体での事業の重複や天下り先となっている独立行政法人の基金を中心に廃止、見直しがなされた。

### 評価者
事業仕分けを実際に担う評価者は以下の通り。
| WG名 （担当府省）                                 | 国会議員                                          | 副大臣・政務官                                          | 民間有識者 |
| ------------------------------------------------- | ------------------------------------------------- | ------------------------------------------------------- | --- |
| 第1WG （総務省、 財務省、 国土交通省、 環境省等） | 津川祥吾 （衆議院議員） 寺田学 （衆議院議員）     | -                                                       | 青木宗明（神奈川大学経営学部教授）、安念潤司（中央大学法科大学院教授）、井澤幸雄（小田原市職員）、石渡秀朗（三浦市職員）、石渡進介（ヴァスコ・ダ・ガマ法律会計事務所）、内田勝也（情報セキュリティ大学院大学教授兼横浜市CIO補佐監）、翁百合（株式会社日本総合研究所理事）、奥真美（首都大学棟京都市教養学部都市政策コース教授）、川本裕子（早稲田大学大学院ファイナンス研究科教授/マッキンゼー出身）、田近栄治（一橋大学大学院経済学研究科教授、理事・副学長）、辻琢也（一橋大学大学院法学研究科教授）、富田俊基（中央大学法学部教授）、新倉聡（横須賀市職員）、ロバート・アラン・フェルドマン（モルガン・スタンレー証券株式会社経済調査部長）、福嶋浩彦（中央学院大学教授/前我孫子市長）、政野淳子（環境行政改革フォーラム幹事） |
| 第2WG （外務省、 厚生労働省、 経済産業省等）      | 菊田真紀子 （衆議院議員） 尾立源幸 （参議院議員） | -                                                       | 飯田哲也（NPO法人環境エネルギー政策研究所所長）、石弘光（放送大学学長/一橋大学名誉教授）、市川眞一（クレディ・スイス証券株式会社チーフ・マーケット・ストラテジスト）、長隆（東日本税理士法人代表社員）、海東英和（前高島市長）、梶川融（太陽ASG有限責任監査法人総括代表社員）、木下敏之（前佐賀市長/木下敏之行政経営研究所代表）、熊谷哲（京都府議会議員）、河野龍太郎（BNPパリバ証券チーフエコノミスト）、小瀬村寿美子（厚木市職員）、露木幹也（小田原市職員）、土居丈朗（慶應義塾大学経済学部教授）、中里実（東京大学大学院法学政治学研究科教授）、福井秀夫（政策研究大学院大学教授）、船曳鴻紅（株式会社東京デザインセンター代表取締役社長）、松本悟（一橋大学大学院社会学研究科教員）、丸山康幸（フェニックスリゾート取締役会長）、村瀬功（九州大学ビジネススクール専攻長）、森田朗（東京大学公共政策大学院教授）、吉田あつし（筑波大学大学院システム情報工学研究科教授）、和田浩子（Office WaDa代表）                            |
| 第3WG （文部科学省、 農林水産省、 防衛省等）      | 田嶋要 （衆議院議員） 蓮舫 （参議院議員）         | -                                                       | 赤井伸郎（大阪大学大学院国際公共政策研究科准教授）、新井英明（厚木市職員）、小幡純子（上智大学法科大学院長）、金田康正（東京大学大学院教授）、伊永隆史（首都大学東京教授）、高田創（みずほ証券金融市場調査部長チーフストラテジスト）、高橋進（株式会社日本総合研究所副理事長）、中村桂子（JT生命誌研究館館長）、永久寿夫（PHP総合研究所常務取締役）、西寺雅也（山梨学院大学法学部政治行政学科教授）、原田泰（株式会社大和総研常務理事チーフエコノミスト）、速水亨（速水林業代表）、藤原和博（東京学芸大学客員教授/大阪府知事特別顧問/元東京都杉並区立和田中学校校長/リクルート出身）、星野朝子（日産自動車株式会社執行役員市場情報室長）、松井孝典（東京大学名誉教授）、南学（横浜市立大学エクステンションセンター長）、山内敬（前高島市副市長/高島一徹堂顧問）、吉田誠（三菱商事株式会社生活産業グループ次世代事業開発ユニット農業・地域対応チーム シニアアドバイザー）、渡辺和幸（経営コンサルタント/株式会社水族館文庫代表取締役） |
| 全WG                                              | 枝野幸男 （衆議院議員）                           | 泉健太 （内閣府大臣政務官） 大串博志 （財務大臣政務官） | 留意点（全WG共通） ※1 直接的な利害関係者は、事業仕分け作業には加わらないものとする。 ※2 行政刷新会議の議員は、全てのWGに評価者として参加することができる。 ※3 行政刷新会議事務局職員や他のWGの評価者が、コーディネーターとして加わる場合がある（評価は行わない）。 |

### 世論・各界の反応
産経新聞社とFNNが実施した合同世論調査によれば、回答者の9割近くが事業仕分けを肯定的に評価している。2009年12月4日から6日にかけて行われた『読売新聞』の調査では、仕分けの実施については71%が肯定的に評価をした。
一方、産業・科学界を中心に批判的な意見も噴出した(その後も参照)。
- 科学技術関連団体が相次いで緊急声明を発表している[21][22]。
- 旧帝大にあたる各国立大学と、早稲田大学、慶應義塾大学の学長、複数のノーベル賞受賞者が批判声明を出した[23][24][25]。
- 御手洗冨士夫日本経団連会長は11月24日の定例会見において、今回の仕分けにおいて科学技術予算に「無駄」認定が相次いだことを受け「日本は資源の乏しい国で、イノベーションの推進で新しい成長を図らないといけない」と述べ、むしろ予算を復活させることを求めた[26]。12月3日には共同通信のインタビューに対して「中長期的な投資に結び付く対策も必要だ」と述べ、研究開発やイノベーション（技術革新）が重要であるとし、改めて予算の増額が必要との考えを示した[27]。
- 世界で最も読まれ、最も権威のある学術ジャーナルの1つ『ネイチャー』は、「数年で事業仕分けも落ち着くべき所へ落ち着くかもしれないが、今のままでは今後数十年にわたって壊滅的な影響を及ぼす可能性をはらんでいる」としている[28]。
- 農水省の高橋博総合食料局長は、農水省の農産物流通加工事業を批判した委員について「対象事業と競合する事業にかかわる人物が民間仕分け人として参加していたのではないか。小売業の立場を代表している。公平・公正な観点から疑義がある」と書面で批判した[29]。この会見でフェンシングの太田雄貴（北京五輪銀メダリスト）は「税金でスポーツができていると選手が認識しないといけない。しっかり考える良い機会になった」とも述べた[30]。
- 経済学者の大竹文雄は「仕分け人側は、短期的な損得だけで事業の善悪を判断することが多かった。かけた費用以上の収益が上がっているものであれば、国がやる必要は無く、民間がやればいい。民間では採算が取れないから国がやっているのであるにもかかわらず、『赤字だから無駄な事業である』といった評価をしているものが多かった」と指摘している[31]。

### 結果
2009年11月27日、事業仕分けが終了。当初目標としていた3兆円には届かず、1.7兆円が見直し・国庫返済との判定になった。12月2日、民主党の小沢一郎幹事長は、事業仕分けで「見直し」判定だった在日米軍駐留経費の日本側負担や、整備新幹線、高速道路の建設などの大型公共事業など、20-30項目の項目を見直すように、鳩山由紀夫首相に申し入れた。
判定結果には疑問が出されているものが多いことから、実際の予算編成時に見直しになる事業が出てくる可能性が指摘された。
行政刷新会議では、事業仕分け後「予算編成過程の公開の重要性を再確認した。と同時に、従来の予算に大きな問題があることが明らかにされた。とりわけ、政策、事業等の目的、必要性に重点が置かれ、実施手段についての検証が十分ではないことが判明した」と総括した。今回仕分けでは対象となってない事業についても、重複排除、補助金交付の効率化、モデル事業、広報・パンフレット・イベント等、IT調達、公益法人及び独立行政法人等の基金の見直し、独立行政法人・公益法人向け支出の見直し、特別会計の事業の見直し、という8項目の横断的見直しの基準で、各省庁において見直すとした。
2010年度予算への反映状況が報告され、事業仕分けの評価結果や横断的見直しの反映による2010年度概算要求からの予算削減額は約9692億円であった。個別の反映状況では、大半の事業において事業仕分け結果が縮減額も含めてそのまま反映される結果となり、また診療報酬・薬価の見直しといった一部事業では増額も行われた。
仕分け人の1人である土居丈朗慶應義塾大学教授は「政府は仕分け結果を反映できない理由を説明すべきだ」と述べ、仙谷由人行政刷新担当大臣も「官僚の自浄能力には限界がある」と述べるなど、財務省による最終段階の査定に対する不満が示されている。

### 仕分け対象のその後
次世代スーパーコンピュータプロジェクト『京』は、事業仕分けの評価結果「予算計上見送りに近い縮減」（事実上の凍結）と判定された。しかし、複数のノーベル賞受賞者をはじめとする各界からの強い批判を浴び、政府は「必要な改善を行いつつ推進」と評価を見直した。これに伴い計画が変更され、スーパーコンピュータを開発者視点から利用者視点へ転換、開発加速のための経費110億円削減、10ペタFLOPS級達成時期が2011年11月から2012年6月となった。また、次世代スパコンと自律分散する国内のスパコン（独法、大学等）をネットワークで結び、国内の様々なスパコンから次世代スパコンを利用できる環境を構築することで、利用者数を1000人から2万人に増やす計画が追加された。
「京」は様々な性能ランキングで世界トップクラスの性能を示した。2021年3月に新しい「次世代のスーパーコンピュータ」として『富岳』が稼働を開始し、2021年11月にスーパーコンピュターランキングで世界初の4期連続4冠を達成した。
また、「はやぶさ」の後継機である『はやぶさ2』の予算も「15億円の要求に対し、3000万円にまで減額」されプロジェクトの破綻寸前に陥った。しかし、2010年6月13日に「はやぶさ」が世界初の小惑星からの地球帰還を達成すると、閣僚からは偉業として絶賛する発言が相次ぎ、2011年度の予算では増額を検討する意向も示された。はやぶさ２は2014年12月3日に打ち上げられ、回収カプセルは2020年12月6日に帰還してサンプルリターンに成功。はやぶさ2本体は地球を離れ、別の小惑星へ向かう拡張ミッションに移行した。
小柴昌俊の2002年ノーベル賞受賞研究の元となったカミオカンデの次世代機『スーパーカミオカンデ』は、仕分けグループによる評定の結果「廃止6名、縮減6名、要求どおり2」となり、予算の縮減が決定した。研究者からは「世界トップとなった日本のニュートリノの研究が二流、三流となってしまう」とされた。2015年に同施設研究グループの梶田隆章が「ニュートリノが質量をもつことを示すニュートリノ振動の発見」によりノーベル物理学賞を受賞。今後の計画としては、スーパーカミオカンデの5倍の規模（タンク体積26万トン）になる『ハイパーカミオカンデ』が2021年に着工されており、2027年の実験開始を目指している。

## 第2弾（独立行政法人や政府系の公益法人が行う事業についての事業仕分け）
2010年（平成22年）4月23日・26日・27日・28日に、行政刷新会議は、独立行政法人が行う事業について、TKP東京駅日本橋ビジネスセンター貸会議室を会場に事業仕分けを行った 。これは事業仕分け第2弾前半と呼ばれる。仕分けの対象は47独立行政法人の151事業。
引き続き、5月20日・21日・24日・25日に政府系の公益法人が行う事業について事業仕分けを品川区西五反田のTOCビル貸しホールで行った。67公益法人と3特別民間法人計70法人の82事業を対象とした。これは事業仕分け第2弾後半と呼ばれる。

### 概要
第1弾事業仕分けにおいて、独立行政法人及び公益法人が行う事業が、本来法人が有する専門性、機動性等のメリットを活かしきれずに、非効率・不要な事業の温存等の問題を抱えていることが指摘された。第2弾事業仕分けは、こうした観点から、独立行政法人及び政府系の公益法人が行う事業を取り上げ、予算面にとどまらず、事業の必要性、有効性、効率性、緊要性や、誰が（国、地方公共団体、独立行政法人、公益法人、民間事業者等）事業を実施する主体として適当かといったことについて検証を行う。
また、今回の事業仕分けの対象事業とならなかった類似の事業についても、事業仕分けにおける議論の結果を踏まえ、横断的に同様の見直しを行うことを各府省に求める。そして、今回の事業仕分けでの議論を踏まえて、以下の制度・規制などの見直しを行う。
1. 独立行政法人制度の抜本的な見直しを含めた制度の刷新
2. 主務大臣等による政府関連公益法人の業務運営に対する指導監督等の強化
3. 法律等により独立行政法人及び公益法人に委ねられている規制等のあり方

### 経過
- 2009年12月25日、独立行政法人及び政府関連公益法人の抜本的見直しをすることが閣議決定された[47][48]。
- 2010年3月9日、行政刷新会議は事業仕分け候補となる約300の公益法人について選定のため所管省庁からヒアリングを始めた[49]。
- 3月11日、行政刷新会議は4月下旬（前半）及び5月下旬（後半）に第2弾事業仕分けを行うことを正式発表し、2つのワーキンググループを設置した[50]。
- 4月2日から12日までの間、民主党の当選1回の新人議員95人が仕分け調査員として、行政刷新会議のヒアリング対象外となる872の公益法人を調査した[51]。
- 4月8日から13日までの間、事業仕分けのインターネット配信を行う民間事業者を募集。結果、ニコニコ生放送、Ustream、Stickam JAPAN!、ShareCast、DMM.comの5業者が中継に参加することとなった。
- 4月17日、事業仕分け事務局で使用する机と椅子の購入費に1362万9630円を費やしたことが明らかとなった。各省庁にも余った机と椅子があるとの声に、事務局側は「スタッフ同士のコミュニケーションがとりやすい」との理由で反対の声を押し切り椅子と机の計82セットを1362万9630円で購入した。これに対し「本末転倒もいいところだ」「予算や財政問題の深刻さを真剣に考えているとは思えない」などの批判の声があがった[52]。
- 4月20日、行政刷新会議は第2弾事業仕分け前半で対象とする、47独立行政法人の151事業を決定した。また、ワーキンググループに評価者として参加する、国会議員8人、民間有識者32人を決定した[53]。
- 4月21日、第2弾事業仕分け前半のスケジュールが発表された[54]。
- 4月23日、独立行政法人の事業を対象とする第2弾事業仕分け前半が開始された。仕分けの状況はインターネットでも中継された。中継サイトへの接続は無料であったが、何らの個人情報の登録の必要がないサイトからメールアドレス、氏名やクレジットカード番号まで登録を要するサイトまで各業者で異なる条件があった[55]。
- 4月26日、宇宙航空研究開発機構の施設であるJAXAiが事業廃止の判定を受けた[56]。
- 4月28日、4か日間での独立行政法人の事業仕分けは36の事業を廃止、55の事業を縮減と判定し終えた。廃止の事業は平成21年度の予算で合計約3,508億円に相当する[57]。

### 世論・各界の反応
第一回同様に予算を削減される可能性が高まった各界からは反対の意見がでた。

### 仕分け作業者と対象の法人
| WG名                  | 国会議員                                                                                        | 大臣政務官                  | 民間有識者 | 対象独立行政法人 |
| --------------------- | ----------------------------------------------------------------------------------------------- | --------------------------- | --- | --- |
| ワーキング グループ A | 田嶋要 （衆議院議員） 津川祥吾 （衆議院議員） 中島隆利 （衆議院議員） 蓮舫 （参議院議員）       | -                           | 赤井伸郎（大阪大学大学院国際公共政策研究科准教授） 安念潤司（中央大学法科大学院教授） 石渡進介 弁護士（ヴァスコ・ダ・ガマ法律会計事務所） 上山直樹 弁護士（スキャデン・アープス法律事務所） 奥真美（首都大学東京都市教養学部教授） 梶川融（太陽ASG有限責任監査法人総括代表社員） 川本裕子（早稲田大学大学院ファイナンス研究科教授） 小瀬村寿美子（厚木市協働安全部人権男女参画課長） 富田俊基（中央大学法学部教授） 中村卓（元 草加市市長付特命理事（地方主権推進担当）） 橋本昭（(有)アグロス胡麻郷代表取締役社長） 速水亨（速水林業代表） 原田泰（(株)大和総研 専務理事チーフエコノミスト） 松本悟（一橋大学大学院法学研究科教員） | 沖縄科学技術研究基盤整備機構 （内閣府） 国際協力機構 （外務省） 住宅金融支援機構 （国土交通省） |
| ワーキング グループ B | 菊田真紀子 （衆議院議員） 寺田学 （衆議院議員） 尾立源幸 （参議院議員） 亀井亜紀子 （参議院議員 | 泉健太 （内閣府大臣政務官） | 荒井英明（厚木市こども未来部こども育成課長） 市川眞一（クレディ・スイス証券(株)チーフ・マーケット・ストラテジスト） 長隆（東日本税理士法人代表社員） 小幡純子（上智大学法科大学院長） 木下敏之（前佐賀市長／木下敏之行政経営研究所代表） 熊谷哲（京都府議会議員） 河野龍太郎（BNPパリバ証券会社 経済調査本部長・チーフエコノミスト） 伊永隆史（首都大学東京都市教養学部教授） 高橋進（(株)日本総合研究所副理事長） 土居丈朗（慶應義塾大学経済学部教授） 永久寿夫（(株)PHP総合研究所常務取締役） 南淵明宏（医療法人社団公仁会大和成和病院院長） 福嶋浩彦（中央学院大学社会システム研究所教授） 前田敦利弁護士（アンダーソン・毛利・友常法律事務所パートナー） 松井孝典（東京大学名誉教授） 水上貴央 弁護士（青木・関根・田中法律事務所） 南学（横浜市立大学エクステンションセンター長） 森信茂樹（中央大学大学院法務研究科教授） | 労働政策研究・研修機構 （厚生労働省） 中小企業基盤整備機構 （経済産業省） 福祉医療機構 （厚生労働省） 労働者健康福祉機構 （厚生労働省） 高齢・障害者雇用支援機構 （厚生労働省） 国立病院機構 （厚生労働省） |

## 第3弾（特別会計の制度と事業再仕分け）
2010年（平成22年）10月・11月に行う特別会計の意義、および第1弾と第2弾の仕分け判定後の実施状況の点検

### 概要
第3弾の仕分けは特別会計の18会計・51事業の制度そのものも見直す。併せて第1弾・第2弾の事業仕分けや行政事業レビューの結果が平成23年度予算案に反映されているかもみる。平成22年6月23日民主党本部の共同記者会見で第3弾の計画が発表された。記者会見は内閣府ではなく蓮舫行政刷新担当大臣と民主党幹事長・枝野幸男（前・行政刷新担当大臣）とともに民主党本部で行われた。
第1弾と第2弾の仕分けは自公連立政権時代までの予算の組み方や行政事業のありかたを仕分けるものであった。後半の再仕分け作業は第1弾や第2弾の仕分け評価の結果を踏まえて、民主党政権のもとで練り上げ、省庁の政務三役の承認や閣議決定を経て、平成23年度（2011年度）予算案として盛り込む事業を再び仕分け・再評価するもの。

### 経緯
- 8月3日、行政刷新会議プロジェクトチームは仕分け事前調査などを行う支援員として民主党国会議員の衆議院当選1回と2回生、参議院1回生から募集し、応募議員全員を担わせるとした。一部の者は仕分け作業も担う[63]。
- 8月18日、民主党所属衆参議員当選1回から3回生85人が8月23日から事前調査を行うとした。またこのうち約30人は仕分け作業も担う[64]。
- 9月30日、仕分け作業者の決定
- 10月13日、第3弾では仕分け会場での配布資料とウェブサイトに掲載する宣伝広告を民間企業などから募る。また仕分け作業者などへ供する飲料の無償提供も募る。宣伝広告掲載費を国庫への収入として仕分け作業そのものの経費節減を図る。この節減手法は第1弾や第2弾では採られなかった[65]。第3弾前半の掲載募集枠、配布資料12社とウェブサイト10社に対し応募は前者は皆無、後者は2社で広告収入20万円、飲料1社と極めて少なかった[66]。
- 10月18日から、事前調査として事業の現地視察を開始。事業によっては埋蔵金だけでなく、「埋蔵借金」と呼ぶ負債も見受けられるとされた[67]。なお、民主党は2009年の第45回衆議院議員総選挙おける「Manifesto2009」で埋蔵金4.3兆円を活用できるとしている[68]。
- 11月1日、参議院行政監視委員会で松村龍二の質問に対して蓮舫大臣は事業仕分け結果は政府の決定ではなく、あくまで国会議員である評価者の意見の表明であると答弁している[69]。

### 日程
- 第3弾前半：2010年10月27日から30日の4日間、場所：サンシャインシティ文化会館 - 特別会計を仕分ける。特別会計の18会計、51勘定のゼロベースと呼ぶ根本的な見直し、積立金の規模、資産の処分や活用、事業主体の変更可否、特別会計制度の見直しなど[70][71]。
- 第3弾後半：同年11月15日から18日の4日間、場所：TOCビル - 再仕分け。第1弾および第2弾で「廃止」と仕分けされた事業のその後の措置状況、人件費などの管理経費を削減しているかなどの精査など。

### 仕分け作業者・評価者
全体統括：枝野幸男、長妻昭

#### 前半の特別会計
作業グループA：会計対象省庁：財務省、厚生労働省、経済産業省
- 評価者：国会議員

枝野幸男、網屋信介、大西健介、玉木雄一郎、福島伸享、三村和也、亀井亜紀子（国民新党）
- 仕分け作業者：民間有識者[73]

市川眞一（クレディ・スイス証券チーフ・マーケット・ストラテジスト）
石渡進介（ヴァスコ・ダ・ガマ法律会計事務所）
清水涼子（関西大学会計研究科教授教授）
富田俊基（中央大学法学部教授）
稲葉延雄（元日銀理事、リコー経済社会研究所長）
神津多可思（リコー経済社会研究所主席研究員）
佐藤主光（一橋大学大学院経済学研究科・政策大学院教授）
島本幸治（BNPパリバ証券会社チーフストラテジスト）
末沢豪謙（日興コーディアル証券金融市場調査部長）
竹中正治（龍谷大学経済学部教授）
近見正彦（埼玉学園大学経営学部教授）
十市勉（日本エネルギー経済研究所専務理事）
中島厚志（みずほ総合研究所専務執行役員チーフエコノミスト）
西沢和彦（日本総合研究所調査部主任研究員）
宗岡徹（関西大学大学院会計研究科教授）
森信茂樹（中央大学法科大学院教授）
吉野直行（慶應義塾大学経済学部教授）
作業グループB：会計対象省庁：総務省、法務省、農林水産省、国土交通省
- 評価者：国会議員

長妻昭、本多平直、岡田康裕、緒方林太郎、長島一由、花咲宏基
- 仕分け作業者：民間有識者[73]

赤井伸郎（大阪大学大学院国際公共政策研究科准教授）
太田康広（慶應義塾大学大学院経営管理研究科准教授）
梶川融（太陽ASG有限責任監査法人総括代表社員）
土居丈朗（慶應義塾大学経済学部教授）
岡田秀二（岩手大学農学部教授）
樫谷隆夫（公認会計士・税理士）
角紀代恵（立教大学法学部長・教授）
川本裕子（早稲田大学大学院ファイナンス研究科教授）
佐藤主光（一橋大学大学院経済学研究科・政策大学院教授）
鈴木豊（青山学院大学大学院会計プロフェッション研究科長・教授）
中村卓（構想日本日本政策担当ディレクター）
馬場治（東京海洋大学教授）
原田泰（大和総研専務理事チーフエコノミスト）
森信茂樹（中央大学法科大学院教授）

#### 後半の再仕分け
作業グループA：事業対象省庁：内閣府、総務省、法務省、外務省、文部科学省、厚生労働省、警察庁
- 評価者：国会議員

枝野幸男、田村謙治、高邑勉、中後淳、初鹿明博、山尾志桜里、山崎摩耶、大野元裕
- 仕分け作業者：民間有識者[74]（前半兼任仕分けの担当者は※印付き）

内閣府、総務省、外務省、文部科学省、厚生労働省、公営ギャンブル担当
市川眞一※ クレディ・スイス証券(株)チーフ・マーケット・ストラテジスト
上山直樹 弁護士（スキャデン・アープス法律事務所）
内田勝也 中央大学研究開発機構教授、横浜市CIO補佐監
太田康広※ 慶應義塾大学大学院経営管理研究科准教授
小幡純子 上智大学法科大学院長
伊永隆史 首都大学東京都市教養学部教授
土居丈朗※ 慶應義塾大学経済学部教授
中村卓※ 構想日本政策担当ディレクター
西寺雅也 山梨学院大学法学部政治行政学科教授
船曳鴻紅 東京デザインセンター代表取締役社長
松井孝典 東京大学名誉教授
松本悟 一橋大学大学院法学研究科教員
水上貴央 弁護士
吉田あつし 筑波大学大学院システム情報工学研究科教授
- 作業グループB：事業対象省庁：財務省、農林水産省、経済産業省、国土交通省、環境省、防衛省、金融庁
- 評価者：国会議員

長妻昭、泉健太、城井崇、階猛、神山洋介、近藤和也、斎藤恭紀、菅川洋、藤田憲彦
- 仕分け作業者：民間有識者[74]（前半兼任仕分けの担当者は※印付き）

財務省、農林水産省、経済産業省、国土交通省、環境省、防衛省担当
荒井英明 厚木市こども未来部こども育成課長
石渡進介※ 弁護士（ヴァスコ・ダ・ガマ法律会計事務所）
梶川融※ 太陽ASG有限責任監査法人総括代表社員
勝間和代 経済評論家・中央大学ビジネススクール客員教授/マッキンゼー出身
川本裕子※ 早稲田大学大学院ファイナンス研究科教授/マッキンゼー出身
伊永隆史 首都大学東京都市教養学部教授
高橋進 日本総合研究所副理事長
飛松純一 弁護士（森・濱田松本法律事務所）
永久寿夫 PHP研究所代表取締役常務
速水亨 速水林業代表
南学 横浜市立大学エクステンションセンター長
山内敬 黒壁執行役員/元高島市副市長

### 特別会計の仕分け対象事業と仕分け結果
結果については外部リンクを参照